# Піліхово (Поморське воєводство)
Піліхово (пол. Pilichowo) — село в Польщі, у гміні Прабути Квідзинського повіту Поморського воєводства.
Населення — 125 осіб (2011).
У 1975-1998 роках село належало до Ельблонзького воєводства.

## Демографія
Демографічна структура станом на 31 березня 2011 року:
|          | Загалом | Допрацездатний вік | Працездатний вік | Постпрацездатний вік |
| -------- | ------- | ------------------ | ---------------- | -------------------- |
| Чоловіки | 71      | 20                 | 46               | 5                    |
| Жінки    | 54      | 11                 | 28               | 15                   |
| Разом    | 125     | 31                 | 74               | 20                   |